# Route nationale 418
Pour les articles homonymes, voir Route 418.
La route nationale 418 ou RN 418 était une route nationale française reliant Thionville à Sarrelouis en Allemagne. Après les déclassements de 1972, elle est devenue RD 918.
Voir le tracé de la RN418 sur GoogleMaps

## De Thionville à Sarrelouis D 918
- Thionville (km 0)
- Yutz (km 1)
- Metzervisse (km 9)
- Kédange-sur-Canner (km 13)
- Hombourg-Budange (km 14)
- Dalstein (km 20)
- Chémery-les-Deux (km 23)
- Bouzonville (km 30)
- Vœlfling-lès-Bouzonville (km 36)
- Sarrelouis (Allemagne) (km 38) B 405